# Alyssum lanceolatum
Alyssum lanceolatum är en korsblommig växtart som beskrevs av Julius Baumgartner. Alyssum lanceolatum ingår i släktet stenörter, och familjen korsblommiga växter. Inga underarter finns listade i Catalogue of Life.